# Wolfskopf (Harz)
Der Wolfskopf ist ein 668,5 m ü. NHN hoher Berg des Mittelgebirges Harz. Er liegt nahe Kamschlacken im gemeindefreien Gebiet Harz des Landkreises Göttingen in Niedersachsen und ist Ort der Wolfsklippen.

## Geographische Lage
Der Wolfskopf erhebt sich im Oberharz im Naturpark Harz etwa 2,3 km östlich von Kamschlacken, einem nordöstlichen Ortsteil von Osterode am Harz, und etwa 5 km südsüdwestlich der Stadt Altenau. Er liegt zwischen dem Ifenkopf im Nordnordosten, dem Gebirgskamm Auf dem Acker im Osten, Südosten und Süden, dem Allerberg im Südwesten und dem Großen Mittelberg im Nordwesten. Nördlich vorbei am bewaldeten Wolfskopf fließt etwa in Ost-West-Richtung mit der Großen Söse der linke Quellbach des Rhume-Zuflusses Söse.

## Wolfsklippen
Auf der Südwestflanke des Wolfskopfs befindet sich die Felsformation Wolfsklippen, die als Naturdenkmal ausgewiesen ist. Sie erstreckt sich über rund 60 Höhenmeter (ca. 580 bis 640 m Höhe) und auf rund 350 m Länge.

## Quelle
- Topographische Karte 1:25000, Nr. 4228 Riefensbeek